# ابراهیم بیلعلی
ابراهیم بیلعلی (انگلیسی: Ibrahim Bilali؛ زادهٔ ۲۱ ژوئیهٔ ۱۹۶۵) بوکسور اهل کنیا است.